# Zen Cardona
Zen Cardona (japanisch 狩土名 禅 Cardona, Zen; * 12. Mai 1998 in Tokio, Präfektur Tokio) ist ein japanischer Fußballspieler.

## Karriere

### Verein
Zen Cardona, der Sohn eines Argentiniers und einer Japanerin, erlernte das Fußballspielen in der Schulmannschaft der Kiryuu Daiichi High School sowie in der Universitätsmannschaft der Meiji-Universität. Seinen ersten Profivertrag unterschrieb er am 1. Februar 2021 bei Giravanz Kitakyūshū. Der Verein aus Kitakyūshū, einer Stadt in der Präfektur Fukuoka, spielte in der zweiten japanischen Liga, der J2 League. Sein Zweitligadebüt gab Zen Cardona am 1. Mai 2021 (11. Spieltag) im Heimspiel gegen den Matsumoto Yamaga FC. Hier wurde er in der 72. Minute für Shun Hirayama eingewechselt. Matsumoto Yamaga gewann das Spiel mit 2:1. Am Ende der Saison 2021 stieg er mit dem Verein aus Kitakyūshū als Tabellenvorletzter in die dritte Liga ab.

### Nationalmannschaft
Zen Cardona spielte 2016 viermal in der japanischen U18-Nationalmannschaft.